# Johann Hofmann (Fußballspieler)
Johann „Hans“ Hofmann (* 5. Jänner 1908 in Wien; † 12. Februar 1970 ebenda) war ein österreichischer Fußballspieler, der in den 1920er Jahren zwei Meistertitel mit dem SK Rapid Wien gewann und 1929 einmal im Nationalteam zum Einsatz kam. In den 1930er Jahren gewann er auch Meistertitel in Deutsch-Böhmen und Frankreich.

## Vereinskarriere
Hofmann debütierte mit 17 Jahren im November 1925 als Mittelstürmer in der Kampfmannschaft Rapids. Er ersetzte auf dieser Position die Vereinslegende Richard Kuthan und konnte in seiner ersten Saison mit neun Toren auf sich aufmerksam machen. Auch in den beiden folgenden Jahren gehörte er zur Stammformation der Sturmreihe der Hütteldorfer, wo er gemeinsam mit Ferdinand Wesely, Franz Weselik und Johann Luef spielte. 1927 konnte er bei einem 3:0-Sieg im Finale des ÖFB-Cup über den FK Austria Wien seinen ersten Titel feiern. Im selben Jahr nahm die Mannschaft am erstmals ausgetragenen Mitropacup teil, wo Hofmann in der ersten Runde gegen Hajduk Split vier Tore erzielte, jedoch im Finale, das gegen Sparta Prag verloren ging, nicht zum Einsatz kam.
Ab 1928 spielte Hofmann vermehrt auf der rechten Läuferposition, hatte jedoch dort mit Josef Frühwirth und Josef Madlmayer starke Konkurrenz, sodass seine Einsatzanzahl entsprechend zurückging. In dieser Zeit konnte er mit Rapid zwei Meistertitel gewinnen und erreichte auch nochmals das Finale des Mitropacup, wo er zwar diesmal zum Aufgebot des Hinspiels gegen den Ferencvárosi FC gehörte, aber der 1:7-Niederlage auch nichts entgegenzusetzen hatte.
Nachdem er seinen Platz in der Kampfmannschaft verloren hatte, wechselte Hofmann 1931 zum Zweitligisten SC Weiße Elf Wien, kehrte aber im Herbst nochmals zu Rapid zurück, wo er als Flügelstürmer zum Einsatz kam. Im Dezember 1931 meldeten die Tageszeitungen seinen Wechsel zum Brigittenauer AC, ob er dort jedoch tatsächlich spielte, erscheint zweifelhaft, einen Meisterschaftseinsatz beim damaligen Erstligisten konnte er jedenfalls nicht aufweisen.
Ab 1932 war er jedenfalls in der Tschechoslowakei für den DSV Saaz tätig. Die Saazer gehörten zu den stärksten Mannschaften des deutsch-böhmischen Teilverbandes und hatten eine Reihe von Spielern Wiener Vereine nach Nordböhmen geholt. Hofmann spielte beispielsweise gemeinsam mit Josef Horejs, Walter Hanke oder seinen ehemaligen Rapidkollegen Franz Hribar und Johann Wana. 1934 und 1935 wurde die Mannschaft Meister des DSV und spielte in der Saison 1935/36 in der 1. tschechoslowakischen Profiliga, wo sie jedoch den Klassenerhalt nicht schaffte.
Hofmann verließ wohl noch während der Saison die Saazer und wechselte in die französische Division 1 zum von Josef Blum betreuten Racing Straßburg. Dort spielte er in einer Mannschaft mit Oscar Heisserer und Oskar Rohr sowie seinen Landsmännern Karl Humenberger, Johann Wana, Anton Cay, Wilhelm Schaden und Franz Chloupek. Die Blauen erreichten in seiner ersten Saison den dritten Platz in der Meisterschaft, im darauf folgenden Jahr wurde die Mannschaft sechster, erreichte jedoch das Finale des Cupbewerbs, wo man sich dem FC Sochaux mit 1:2 geschlagen geben musste. Im Anschluss daran wechselte Hofmann zum Finalgegner und holte mit der Mannschaft um Roger Courtois, Étienne Mattler, André Abegglen und Ferdinand Faczinek den Meistertitel.
Nach seiner Zeit in Frankreich kehrte Hofmann nach Wien zurück, wo er für die mittlerweile drittklassigen Weißen Elf als Spielertrainer tätig war.

## Nationalmannschaft
Hofmanns einziger Einsatz in der Nationalmannschaft erfolgte im März 1929, als er bei einem 3:3 gegen die Tschechoslowakei als rechter Seitenläufer in einer mit Josef Smistik und Johann Luef zur Gänze aus Rapidlern bestehenden Läuferreihe aufgeboten wurde.

## Erfolge
- 2 × Mitropacupfinale: 1927, 1928
- 2 × österreichischer Meister: 1929, 1930
- 1 × französischer Meister: 1938
- 2 × deutsch-böhmischer Meister: 1934, 1935
- 1 × ÖFB-Cup: 1927
- 1 × deutsch-böhmischer Cup: 1934
- 1 Spiel für die österreichische Fußballnationalmannschaft: 1929